# Lamborghini
Ламборгини (итал. Lamborghini) италијански је произвођач спортских аутомобила врхунских перформанси чије је седиште у малом италијанском селу Сант'Агата Болоњезе у близини Болоње. Ламборгини је данас у власништву немачког произвођача Ауди АГ, које је у ствари предузеће у власништву Фолксваген групе.

## Историја
Предузеће Аутомобили Ламборгини је основано од стране Феручa Ламборгинија, који је дете виноградара из општине Ренацо ди Ћенто, провинције у Ферари, Италија. 
Након што је радио као механичар у авијацији за време Другог светског рата, Ламборгини је кренуо у посао производње трактора од остатака војне опреме из рата. До средине 1950-их, Ламборгинијева компанија Ламборгини Трактори СпА је постала један од највећих произвођача пољопривредне опреме у земљи. Он је такође био власник успешне компаније за инсталацију гаса за грејање и клима-уређаја.
Ламборгинију богатство омогућава да гаји интерес из детињства за аутомобиле, поседујући луксузне аутомобиле као што су Алфа Ромео, Ланча, Мазерати и Мерцедес Бенц. Затим је купио свој први Ферари, 250ГТ из 1958, a затим још неколико. Ламборгини је био склон Ферарију, али је сматрао да је превише гласан и груб да буде прави путнички аутомобил, сматрајући их само болидима за Формулу 1. 
После бројних проблема са својим Фераријима, Феручo Ламборгини одлучује да се жали Енцо Ферарију. После дуго чекања да га прими саопштава Енцу да има проблеме са квачилом на првом месту и после многих сугестија како да усаврши аутомобиле Ферари му одговара: „Можда си у стању да возиш трактор, али нећеш никада знати да возиш Ферари како треба!" Сам Феручo Ламборгини је признао касније: "Енцо Ферари је био велики човек, признајем, али било је веома лако изнервирати га“.
Ламборгини је тада одлучио да започне производњу аутомобила, са циљем претварања у живот цвоје визије савршеног ГТ-a.

### Власници
Предузеће Ламборгини је имало бројне власнике:
- Ферућио Ламборгини 1963–1972
- Жорж-Хенри Росети и Рене Лемер 1972–1977
- банкрот 1977–1984
- Патрик Мимрам (управљао 1980–1984) 1984–1987
- Крајслер 1987–1994
- Мегатек 1994–1995
- Ви Пауер, Мајком 1995–1998
- Ауди 1998-данас

## Модели
| Модел                         | Година    | Мотор           | Запремина          | Највећа брзина | Слика -{ |
| ----------------------------- | --------- | --------------- | ------------------ | -------------- | -------- |
| 350GTV                        | 1963      | Lamborghini V12 | 3464 cm³           | 280 km/h       |          |
| 350GT                         | 1964-1968 | Lamborghini V12 | 3464 cm³           | 240 km/h       |          |
| 400GT 2+2                     | 1966-1968 | Lamborghini V12 | 3929 cm³           | 250 km/h       |          |
| Miura                         | 1966-1973 | Lamborghini V12 | 3929 cm³           | 288 km/h       |          |
| Espada                        | 1968-1978 | Lamborghini V12 | 3929 cm³           | 245 km/h       |          |
| Islero                        | 1968-1970 | Lamborghini V12 | 3929 cm³           | 248 km/h       |          |
| Jarama                        | 1970-1978 | Lamborghini V12 | 3929 cm³           | 240 km/h       |          |
| Urraco                        | 1970-1979 | Lamborghini V8  | 2463/2996/1994 cm³ | 230 km/h       |          |
| Countach                      | 1974-1989 | Lamborghini V12 | 3929/4754/5167 cm³ | 295 km/h       |          |
| Silhouette                    | 1976-1977 | Lamborghini V8  | 2996 cm³           | 260 km/h       |          |
| Jalpa                         | 1982-1989 | Lamborghini V8  | 3485 cm³           | 240 km/h       |          |
| LM002                         | 1986-1992 | Lamborghini V12 | 5167 cm³           | 210 km/h       |          |
| Diablo                        | 1990-2001 | Lamborghini V12 | 5707/5992 cm³      | 330 km/h       |          |
| Murciélago                    | 2001-2006 | Lamborghini V12 | 6192 cm³           | 330 km/h       |          |
| Murciélago R-GT               | 2001-2010 | Lamborghini V12 | непознато          | непознато      |          |
| Gallardo                      | 2003-     | Lamborghini V10 | 4961 cm³           | 309 km/h       |          |
| Gallardo Spyder               | 2006-2008 | Lamborghini V10 | 4961 cm³           | 307 km/h       |          |
| Murciélago Roadster           | 2005-2006 | Lamborghini V12 | 6192 cm³           | 330 km/h       |          |
| Gallardo SE                   | 2005      | Lamborghini V10 | 4961 cm³           | 315 km/h       |          |
| Murciélago LP640              | 2006-2010 | Lamborghini V12 | 6496 cm³           | 340 km/h       |          |
| Gallardo Nera                 | 2007      | Lamborghini V10 | 4961 cm³           | 315 km/h       |          |
| Gallardo Superleggera         | 2007-2008 | Lamborghini V10 | 4961 cm³           | 315 km/h       |          |
| Murciélago LP640 Versace      | 2006-2010 | Lamborghini V12 | 6496 cm³           | 340 km/h       |          |
| Murciélago LP640 Roadster     | 2006-2010 | Lamborghini V12 | 6496 cm³           | 330 km/h       |          |
| Lamborghini Reventón          | 2008-2009 | Lamborghini V12 | 6496 cm³           | 340 km/h       |          |
| Lamborghini LP700-4 Aventador | 2011-     | Lamborghini V12 | 6498 cm³           | 350 km/h       |          |
| Lamborghini Veneno            | 2013      | Lamborghini V12 | 6500 cm³           | 355 km/h       |          |
| Lamborghini Egoista           | 2013      | Lamborghini V10 | 5200 cm³           | 325 km/h       |          |
| Lamborghini Huracán           | 2014-     | Lamborghini V10 | 5200 cm³           | 325 km/h       |          |

}-
Најпознатији модели Мијура, Дијабло и Мурсијелаго сматрају се најпожељнијим аутомобилима данас и најзаслужнији су за славу компаније.